# عيسي نجادي

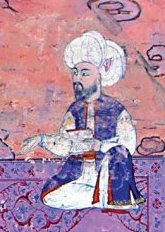
صورة مصغرة لعيسى نجادي

عيسى نجاتي أو عيسى نجادي (توفي عام 1509)، كان شاعرًا عثمانيًا، وأول شاعر غنائي عظيم في الأدب التركي العثماني. يُعتبر شاعرًا أصيلًا وبليغًا، وقد نال إشادات معاصريه والكتاب الأتراك في وقت لاحق، مما ضمن لنفسه مكانة مهمة في تاريخ الأدب التركي.

## الحياة
لا يُعرف الكثير عن أصله وشبابه. ويُتفق على أنه ولد عبدًا في أدرنة. يشير اسمه عيسى ونجاتي (من كلمة "نجاة" مما يدل على أنه هرب ونجا) إلى أصل غير مسلم وغير تركي، على الرغم من أن كتاب السيرة المعاصرين (كتاب التذكرة) لا يذكرون ذلك. ويبدو أنه صنع اسمه بالفعل في أدرنة وتمكن من شراء حريته. ذهب في سن مبكرة إلى قسطمونة حيث طور مهاراته في الخط والشعر. حوالي عام 1480، ذهب إلى القسطنطينية، حيث كتب الشعر للسلطان محمد الثاني، وكوّن صداقات قوية. في إحدى القصص، أخذ أحد رفاق السلطان واسمه يورجي أو تشيورجي، والذي قيل أنه كان يونانيًا من طرابزون، بعض غزليات نجاتي معه عندما ذهب للعب الشطرنج مع السلطان. كانت المقدمة حاسمة؛ فقد كان السلطان مسرورًا بعمل نجاتي وعينه كاتبًا في المجلس الإمبراطوري العثماني. بعد تولي السلطان بايزيد الثاني الحكم في عام 1481، دخل نجاتي لفترة وجيزة في خدمة أحد أبناء ملكه، الأمير عبد الله. عمل مع صديقه سهي بك كاتبًا (سكرتيرًا) للأمير شهزاد محمود، نجل بايزيد الثاني. بعد وفاة الأمير محمود (1507 أو 1508)، رفض نجاتي أي تعيينات أخرى وعاش منعزلًا في القسطنطينية حتى وفاته في 17 آذار 1509.

## الشِعر
اعتبره المعاصرون واللاحقون من علماء المكتبات أحد أعظم علماء عصره. باستثناء بعض الأسطر المتناثرة من العديد من القطع المنسوبة إلى نجاتي، فإن العمل الوحيد المتبقي هو ديوانه ("مجموعة القصائد")، والذي يحتوي على العديد من الأمثلة على شعره الرشيق والمُنقح.
قصيدته "جول كاسيديسي " (قصيدة الورد) هي واحدة من القصائد الثماني الوحيدة المخصصة لبايزيد الثاني، ولكن المناسبة غير معروفة، على الرغم من أنها ربما حدثت في أوائل عهد بايزيد. وهي (بهارية) أي قصيدة ربيعية.

## طالع أيضًا
- كاستامونولو لطيفي جلبي [الإنجليزية]